# Sean Hannity
Sean Patrick Hannity (nascido em 30 de dezembro de 1961) é um apresentador de talk show e comentarista político conservador americano, apresentando o The Sean Hannity Show, que é transmitido nacionalmente no rádio, e o programa de televisão Hannity, da Fox News.
Hannity trabalhou como empreiteiro geral e foi voluntário como apresentador de talk show no UC Santa Barbara em 1989. Ele começou sua carreira no mundo do jornalismo como radialista no Alabama e depois na Geórgia antes de voltar para seu estado natal de Nova Iorque em 2013. Desde 2014, Hannity trabalha na rádio WOR. Em 1996, Hannity e Alan Colmes se tornaram co-apresentadores do show Hannity & Colmes na Fox. Após Colmes deixar o programa em janeiro de 2008, o show mudou o nome para Hannity e se tornou um dos programas políticos mais assistidos da Fox News.
Hannity recebeu muitos prêmios e honrarias ao longo de sua carreira, incluindo um diploma honorífico da Liberty University. Ele escreveu quatro livros, sendo que três deles entraram na lista dos mais vendidos do The New York Times. Um ardoroso conservador, especialmente na área social, se tornou uma voz influente dentro do Partido Republicano.
Além do seu fervor conservador e eloquência, Hannity é conhecido por promover diversas teorias da conspiração, como a idea de que Barack Obama nasceu fora dos Estados Unidos (conhecida como birtherism), afirmou que a morte de Seth Rich (funcionário do Partido Democrata que estaria envolvido no vazamento de emails do seu partido) teria sido um assassinato e também histórias falsas a respeito de Hillary Clinton, em 2016, principalmente sobre a saúde dela. Hannity foi uma das primeiras personalidades públicas a apoiar a candidatura de Donald Trump na eleição presidencial de 2016. Desde a eleição de Trump, Hannity frequentemente atuou como um porta-voz não oficial do presidente, criticando a mídia, a investigação contra Trump feita por uma comissão especial do FBI e ativamente desencorajou medidas para combater a Pandemia de COVID-19 nos Estados Unidos, como distanciamento social. Segundo pessoas próximas, Hannity e Trump se conversavam por telefone várias noites por semana. Ele chegou a participar de alguns comícios da campanha do então presidente e membros da Casa Branca o teriam caracterizado como um Chefe de Gabinete "não oficial".
Segundo a revista Forbes, em 2018, Hannity se tornou o apresentador de televisão a cabo mais assistido dos Estados Unidos e comandava um dos programas de rádio de maior audiência também, muito disso devido a sua proximidade com Donald Trump.

## Publicações
- Hannity, Sean (2002). Let Freedom Ring: Winning the War of Liberty over Liberalism, New York: ReganBooks, ISBN 0-06-051455-8.
- Hannity, Sean (2004). Deliver Us from Evil: Defeating Terrorism, Despotism, and Liberalism, New York: ReganBooks, ISBN 0-06-058251-0.
- Hannity, Sean (2010). Conservative Victory: Defeating Obama's Radical Agenda, New York: Harper Paperbacks, ISBN 0-06-200305-4.
- Hannity, Sean (2020). Live Free or Die: America (and the World) On the Brink, New York: Simon & Schuster, ISBN 978-1-9821-4997-0.